# Хенрик Маркевич
Хѐнрик Маркѐвич (на полски: Henryk Markiewicz, рождено име Херман Маркевич) е полски литературен историк и теоретик.

## Биография
Хенрик Маркевич е роден на 16 ноември 1922 г. в Краков в еврейско семейство, син на Адолф (Авраам) Маркевич и Дебора Лея Хоровиц.
Сътрудник в Института по литературни изследвания на Полската академия на науките (1949 – 1968). Професор по теория на литературата в Ягелонския университет в Краков (1956). Ръководител на катедрата по полска литература на Ягелонския университет (1959 – 1970). Директор на Института по полска филология на Ягелонския университет (1977 – 1984). Научната му работа е в областта на историята на полската литература през периода 1864 – 1939 г., литературната теория, методиката на литературознанието, историята на литературознанието и на литературната критика.
Дългогодишен зам.-главен редактор на най-влиятелното полско литературоведско списание „Pamiętnik Literacki“ и редактор на полския биографичен речник, редактор на поредицата „Библиотека с литературни изследвания“, член на редакционната колегия на „Образът на полската литература на XIX и XX век“ (1989 – 2002).
Доктор хонорис кауза на Педагогическия университет в Краков (1996) и на Гданския университет (1996).
Умира на 31 октомври 2013 г. в Краков. Погребан е на 7 ноември 2013 г. на военното гробище при улица „Ян Прандота“ в Краков.